# 김송월
김송월(金松月, ? ~ 1939년?)은 일제강점기의 승려이다.

## 생애
1936년 경기도 양주군의 대본산 봉선사 지주로 선출되었다. 9월 3일 조선총독부의 인가를 받고 9월 19일 진산식을 거행했다.
김송월이 봉선사 주지직에 오른 이듬해 7월 7일 중일 전쟁이 발발했다. 봉선사는 7월 25일과 8월 1일 두 차례에 걸쳐서 시국극복과 국위선양 무운장구 기원제라는 이름의 행사를 봉행했다. 승려 56명을 포함해 총 95명이 참석한 행사였다.
봉선사 본·말사는 국방헌금과 일본군 위문금 명목으로 모금을 하여 100원을 헌납했다. 위문금 모금은 계속되어 김송월이 11월 18일 중앙교무원을 방문해 일본군 및 유가족 위문금 50원을 헌납하는 등, 1938년 4월 1일까지 국방헌금 200원, 위문금 100원을 일제에 바쳤다. 5월 10일 경기도 4본산(봉선사와 용주사, 전등사, 봉은사)이 총후보국 선전주간으로 지정된 기간 동안 절약한 금액 600원을 조선군사령부에 헌납했을 때 봉선사도 이 중 100원을 납부한 일이 있다.
김송월은 주지직에 오른 지 1년이 채 못되어 1938년 여름 주지직을 사퇴했다. 1940년 3월 31일에 중앙교무원 주최로 전 봉선사 주지 김송월과 전 화엄사 주지 강재원의 추도식을 거행했다. 강재원의 사망 시기가 1939년 11월이므로 김송월도 1939년 하반기에 사망한 것으로 추정되고 있다.

## 같이 보기
- 봉선사

## 참고 자료
- 임혜봉 (2005년 3월 1일). 〈김송월 : 국방헌금과 위문금을 바친 봉선사 주지〉. 《친일 승려 108인》. 서울: 청년사. 275~276쪽쪽. ISBN 9788972783848.